# Байбеков, Равиль Файзрахманович
Равиль Файзрахманович Байбеков (род. 5 января 1954, с. Казанка Асекеевского района Оренбургской области) — российский учёный в области почвоведения, член-корреспондент РАСХН (2010), член-корреспондент РАН (2014).

## Биография
Родился 05.01.1954 г. в с. Казанка Асекеевского района Оренбургской области.
Окончил Московскую с.-х. академию им. К. А. Тимирязева (1980). Там же на кафедре почвоведения: стажёр — исследователь (1980—1981), старший лаборант (1981), аспирант (1981—1984), младший научный сотрудник (1985—1988), ассистент (1988—1990), старший преподаватель (1990—1996).
Помощник ректора (1996—2000), проректор по капитальному строительству (2000—2003), первый проректор (2003—2008), профессор кафедры почвоведения (2008—2009) Российского государственного аграрного университета -МСХА им. К. А. Тимирязева.
С 2009 г. заместитель директора Всероссийского научно-исследовательского института агрохимии им. Д. Н. Прянишникова по научной работе.
Под его руководством и при непосредственном участии разработана система комплексной агроэкологической оценки почв.

## Награды и звания
Доктор с.-х. наук (2003), профессор (2003), член-корреспондент РАСХН (2010), член-корреспондент РАН (2014).
Награждён медалью ордена «За заслуги перед Отечеством» II степени (2006).

## Научные труды
- Практикум по почвоведению: учеб. пособие для студентов вузов по агрономии. спец. / соавтор.: Н. Ф. Ганжара, Б.А Борисов. — М.:Агроконсалт, 2002. — 279 с.
- Агроэкологическое состояние почв при длительном применении удобрений. — М.: Изд-во ЦИНАО, 2003. — 185 с.
- Экологическое земледелие с основами почвоведения и агрохимии: учеб. пособие / соавтор: Н. С. Матюк и др. — М.; Смоленск, 2006. — 167 с.
- Методы исследования городских почв: учебное пособие / соавтор.: В. И. Савич и др. — М., 2007. — 202 с.
- Методика фотометрической диагностики азотного питания зерновых и других культур / соавтор: Р. А. Афанасьев, А. В. Ваулин; Всероссийской НИИ агрохимии им. Д. Н. Прянишникова. — М., 2010. — 31 с.
- Ландшафтоведение: учеб. для бакалавров агрономии и лесохозяйства спец. / соавтор: Н. Ф. Ганжара, Б. А. Борисов . — М., 2011. — 247 с.
- Научно-практические рекомендации по применению фосфогипса нейтрализованного в качестве химического мелиоранта и серного удобрения / Всерос. НИИ агрохимии им. Д. Н. Прянишникова . — М., 2012. — 55 с.